# سوني كارلسون (متسابق يخت)
سوني كارلسون (بالسويدية: Sune Carlsson)‏ هو متسابق يخت سويدي، ولد في 31 ديسمبر 1931 في ستوكهولم في السويد.

## وصلات خارجية
- سوني كارلسون على موقع أوليمبيديا (الإنجليزية)
- سوني كارلسون على موقع اللجنة الأولمبية السويدية (السويدية)